# Morena Films
Morena Films SL es una productora española de cine y televisión fundada en 1999 por Juan Gordon, Álvaro Longoria y Lucrecia Botín, presidenta de la compañía desde su fundación. Su directora general es la productora ejecutiva Pilar Benito, antigua presidenta de la Asociación Estatal de Cine (AEC).
Desde su creación, Morena Films ha producido para el mercado internacional más de setenta proyectos entre dramas, comedias, thrillers, películas de animación, documentales y series de televisión. Habitual en los festivales de cine más relevantes del mundo, sus producciones han obtenido multitud de premios nacionales e internacionales como el Goya a Mejor Película por Campeones (coproducida con Películas Pendelton) y Celda 211 (coproducida con Vaca Films), el Premio del Público en la Berlinale y el Premio Ariel de Plata como mejor película iberoamericana para También la Lluvia (también coproducida con Vaca Films).
Entre sus producciones más destacadas se encuentran los largometrajes de ficción Campeones de Javier Fesser, Yuli de Icíar Bollaín, Todos lo saben de Asghar Farhadi, Habitación en Roma de Julio Medem, También la lluvia de Icíar Bollaín y Bon appétit de David Pinillos; así como la premiada Celda 211  de Daniel Monzón y, anteriormente la primera y segunda parte de Che de Steven Soderbergh, La zona de Rodrigo Pla, El juego de la verdad de Álvaro Fernández Armero o El lápiz del carpintero de Antón Reixa; así como los documentales Iberia de Carlos Saura, Looking for Fidel de Oliver Stone o The Propaganda Game de Álvaro Longoria; y las series de televisión Diablero emitida en Netflix, Diarios de la Cuarentena emitida en TVE y Relatos Con-fin-a-dos, emitida en Amazon Prime Video.
En 2016, produjo el largometraje Altamira, dirigido por Hugh Hudson y protagonizado por Antonio Banderas, basada en la vida María Sanz de Sautuola y Escalante, tatarabuela de Lucrecia Botín, cofundadora de la compañía e hija de Jaime Botín.

## Títulos
| Año  | Título                                      | Tipo                    |
| ---- | ------------------------------------------- | ----------------------- |
| 2000 | Punto de mira                               | Largometraje de ficción |
| 2000 | Que viene el lobo                           | Largometraje de ficción |
| 2001 | Portman                                     | Documental              |
| 2001 | Gente pez                                   | Largometraje de ficción |
| 2002 | Canícula                                    | Largometraje de ficción |
| 2002 | Peor imposible                              | Largometraje de ficción |
| 2003 | Comandante                                  | Documental              |
| 2003 | Caballé                                     | Largometraje de ficción |
| 2003 | El lápiz del carpintero                     | Largometraje de ficción |
| 2003 | People                                      | Largometraje de ficción |
| 2003 | Slam                                        | Largometraje de ficción |
| 2004 | Doble juego                                 | Largometraje de ficción |
| 2004 | El juego de la verdad                       | Largometraje de ficción |
| 2005 | Carne de neón                               | Cortometraje de ficción |
| 2005 | Iberia                                      | Documental              |
| 2005 | Looking for Fidel                           | Documental              |
| 2005 | Fin de curso                                | Largometraje de ficción |
| 2006 | Dolly                                       | Cortometraje de ficción |
| 2006 | Cargo                                       | Largometraje de ficción |
| 2006 | En busca de la piedra mágica                | Largometraje de ficción |
| 2007 | El tesoro                                   | Largometraje de ficción |
| 2007 | La zona                                     | Largometraje de ficción |
| 2007 | Salir pitando                               | Largometraje de ficción |
| 2008 | Últimos testigos                            | Documental              |
| 2008 | Aparecidos                                  | Largometraje de ficción |
| 2008 | Che el argentino                            | Largometraje de ficción |
| 2008 | La posibilidad de una isla                  | Largometraje de ficción |
| 2009 | Celda 211                                   | Largometraje de ficción |
| 2009 | Che guerrilla                               | Largometraje de ficción |
| 2009 | I come with the rain                        | Largometraje de ficción |
| 2010 | América                                     | Largometraje de ficción |
| 2010 | Bon appétit                                 | Largometraje de ficción |
| 2010 | Daniel y Ana                                | Largometraje de ficción |
| 2010 | Habitación en Roma                          | Largometraje de ficción |
| 2011 | Carne de neón                               | Largometraje de ficción |
| 2011 | También la lluvia                           | Largometraje de ficción |
| 2012 | Hijos de las nubes                          | Documental              |
| 2012 | 7 dias en La Habana                         | Largometraje de ficción |
| 2012 | Adiós a la Reina                            | Largometraje de ficción |
| 2012 | Asterix y Obelix al servicio de su majestad | Largometraje de ficción |
| 2012 | El monje                                    | Largometraje de ficción |
| 2012 | Elefante blanco                             | Largometraje de ficción |
| 2012 | Invasor                                     | Largometraje de ficción |
| 2013 | Alacrán enamorado                           | Largometraje de ficción |
| 2013 | La cueva                                    | Largometraje de ficción |
| 2013 | Los últimos días                            | Largometraje de ficción |
| 2015 | The propaganda game                         | Documental              |
| 2015 | Las ovejas no pierden el tren               | Largometraje de ficción |
| 2015 | Ma ma                                       | Largometraje de ficción |
| 2016 | Esperanza                                   | Cortometraje documental |
| 2016 | Altamira                                    | Largometraje de ficción |
| 2016 | Cien años de perdón                         | Largometraje de ficción |
| 2016 | El olivo                                    | Largometraje de ficción |
| 2017 | Que baje dios y lo vea                      | Largometraje de ficción |
| 2018 | Altamira, el origen del arte                | Documental              |
| 2018 | Dos cataluñas                               | Documental              |
| 2018 | El guardián de la cueva                     | Documental              |
| 2018 | Ni distintos ni diferentes, campeones       | Documental              |
| 2018 | Renzo piano, un arquitecto para santander   | Documental              |
| 2018 | Campeones                                   | Largometraje de ficción |
| 2018 | El aviso                                    | Largometraje de ficción |
| 2018 | Inmersión                                   | Largometraje de ficción |
| 2018 | Todos lo saben                              | Largometraje de ficción |
| 2018 | Yuli                                        | Largometraje de ficción |
| 2018 | Diablero                                    | Serie de televisión     |
| 2019 | Santuario                                   | Documental              |
| 2019 | Intemperie                                  | Largometraje de ficción |
| 2019 | Ventajas de viajar en tren                  | Largometraje de ficción |
| 2020 | Diarios de la cuarentena                    | Serie de televisión     |
| 2020 | Relatos Con-fin-a-dos                       | Serie de televisión     |
| 2024 | Invisible                                   | Serie de televisión     |
| 2024 | Puntos suspensivos                          | Largometraje de ficción |